# Leros
Leros (en grec: Λέρος) és una illa grega que pertany a l'arxipèlag del Dodecanès; és situada entre Càlimnos i Lipsí. Té una superfície de 54 km² i uns 8.000 habitants.

## Geografia
L'illa té dues badies molt fondes a la costa occidental (la de Gurna, al nord, i la de Lakí, al sud) i una a la costa oriental (Agia Marina). La capital i seu del govern local és a Agia Marina, que s'estén a banda i banda d'una península a cadascun dels quals hi ha un port: al sud, el port esportiu de Pandeli, i al nord, el port comercial d'Agia Marina. El port principal, però, és al sud, a Lakí, que connecta amb la major part d'illes veïnes.
Leros és envoltada de petits illots i illes deshabitades: al nord hi ha la petita illa d'Arkhàngelos, i al sud-est la de Piganussa, entre d'altres.

## Història

### Antiguitat
En el Catàleg de les naus de la Ilíada Leros no apareix, però se sol considerar que formava part de les Illes Calidnes que capitanejaven Fidip i Àntif en la Guerra de Troia.
A l'antiguitat, els habitants de Leros eren grecs de raça jònia. Segons testimoni d'Anaxímenes de Làmpsac, va ser colonitzada pels milesis, sense indicar la data. Aquest fet segurament té relació amb la notícia que Aristàgores, governant de Milet, va instar els seus ciutadans a fortificar Leros per si calia abandonar Milet durant la Revolta Jònica; no resta clar, però, si Leros ja era una dependència de Milet o si Milet la va conquerir per tenir un pla d'evacuació. Tampoc no resta clar si el domini dels milesis sobre Leros comportà l'establiment de clerucs (és a dir, l'arribada de pobladors milesis) o si es limità al domini polític dels seus habitants. Smith pensa que el domini milesi comportà establiment de colons, i que anteriorment els pobladors de l'illa eren doris, igual que a la veïna Calimna. En qualsevol cas, el que és segur és que, al segle vi aC, Leros constituïa una polis independent, probablement governada per un tirà, i a partir del segle iv aC estava sota dependència de Milet.
El centre urbà de la polis de Leros era situat vora Agia Marina, al castell de Pandeli. Per altra banda, al nord de l'illa hi havia un santuari dedicat a una deessa anomenada Pàrtenos Lèria ('la verge de Leros'), que sovint s'identifica amb un epítet d'Àrtemis. En aquest santuari hi havia sempre una guarda de pintades, perquè es deia que eren les germanes de Melèagre que Àrtemis va convertir en aucells, compadida de tant com ploraven la mort del seu germà. A poca distància de l'antic santuari es troba el monestir de Partheni (Παρθένι), que sembla la cristianització del santuari d'Àrtemis Pàrtenos. Pel que fa al castell de Paleokastro a Xirokambos, les restes més antigues es remunten al segle iv aC.

### Edat mitjana
Part de l'Imperi Romà d'Orient, Leros era assignada al tema de Samos. El 1314, els cavallers de Sant Joan de Rodes es van apoderar de l'illa i la van fortificar. Els cavallers varen governar l'illa durant dos segles, fins que el 1523 caigué sota domini otomà, per bé que preservant un cert grau d'autonomia. Leros patí l'atac dels otomans (l'almirall Kemal Reis) el 1505, sense succés, i altre cop el 1508; la incorporació definitiva es produí després d'un tractat amb la Sublim Porta el 24 de desembre de 1522.

### Modernitat
Leros va participar en la revolució grega del 1821, però pel tractat del 3 de febrer de 1830, signat a Londres, Grècia va haver de renunciar a les illes orientals a canvi d'Eubea.
El 1911 va esclatar la guerra entre Itàlia i l'Imperi Otomà, i el 1912 fou ocupada pels italians, que l'inclogueren en l'administració del Dodecanès. En aquesta època va arribar a tenir els seus propis segells per les comunicacions amb Turquia. El 1930 es va fundar Portolago, modernament anomenada Lakí, que és el port natural més gran d'aigües fondes de la Mediterrània. Portolago va esdevenir una base militar essencial pels italians, i el mateix Benito Mussolini hi va tenir una residència.
Durant la Segona Guerra Mundial, fou un dels objectius més atacats pels aliats (només Creta va ser més bombardada). Després de l'armistici amb Itàlia del 8 de setembre de 1943, els britànics van ocupar l'illa, i els alemanys la van bombardar contínuament; finalment, fou ocupada el novembre de 1943 després de la batalla de Leros (12 a 16 de novembre de 1943). Un any més tard fou alliberada per un batalló grec i posada sota administració militar britànica fins al 1948, quan l'illa i les altres del Dodecanès foren lliurades a Grècia, dia 7 de març.